# Riksdagsordningen 1723

Sveriges lilla riksvapen med serafimerkedja

Riksdagsordningen 1723 var en riksdagsordning i Sverige, som antogs av riksdagen 17 oktober 1723 under Fredrik I:s regeringstid, och ersatte Ordningen för ständernas sammanträden 1617. Den var en följd av att landet fått en ny regeringsform. Den var gällande under hela frihetstiden.

## Historisk och politisk betydelse
Sveriges riksdagar hade fram till 1723 dels reglerats av riksdagsordningen 1617, dels av 1626 års riddarhusordning. Den senare innehöll omröstningsbestämmelser för riksdagen. När riksdagen under frihetstiden fick ledningen av hela statslivet, antogs 17 oktober 1723 en ny riksdagsordning. Denna räknades uttryckligen till grundlagarna, som nu formellt skildes från annan lag. I den nya riksdagsordningen gavs utförliga föreskrifter om riksdagens sammansättning, om riksdagsärendenas behandling i utskott och plenum samt om villkoren för hur riksdagsbeslut skulle fattas, föreskrifter vilka sålunda alla fick status av grundlag. När monarken i förra riksdagsordningen hade den formella beslutsrätten för frågor vid riksdagarna och ständerna bara hade att föra talan inför denne, infördes med 1723 års riksdagsordning ett voteringssystem för de frågor som samtliga ständerna berördes av. Detta var första gången i Sverige som majoritetsbeslut i riksdagen formellt överställdes monarkens enväldiga beslutsmakt; det stånd som eventuellt förlorade en votering i en riksdagsfråga fick enligt lagens lydelse foga sig efter majoriteten. Dock kunde inget stånd förlora sina privilegier genom riksdagsbeslut, utan att ståndet själv samtyckt därtill. Sekreta utskottet hade redan före denna riksdagsordning verkat vid riksdagar och skaffat sig inflytande, men dess former angavs i denna riksdagsordning. Under frihetstiden fick sekreta utskottet allt större makt på ständernas bekostnad, och där ingick 50 adelsmän, 25 präster och 25 borgare, vilka samlades i ett särskilt, "sekret utskottsrum" för samråd i utrikespolitiska samt statsrättsliga frågor.
Frihetstidens politik kännetecknades märkbart av en ökad motsättning mellan ståndsöverskridande partier, främst hattar och mössor, vilket var upptakten till det svenska partiväsendet. Samtidigt uppkom nya korporationer som inte ägde en självklar riksdagsrepresentation i ståndssamhället, till exempel fabriksägare och brukspatroner, vilket också markerar att ståndssamhället övergått i ett klassamhälle (i de nya korporationerna ingick ofta ett ökande antal egendomslösa arbetare). Partimotsättningarna i riksdagarna ledde till Gustav III:s statskupp den 19 augusti 1772, varvid denna riksdagsordning förlorade legitimitet. Vid riksdagen 1772 infördes 1772 års regeringsform då man i stort återinförde riksdagsordningen av 1617, där maktdelningen inte gick mellan stånden, utan mellan kung och ståndsriksdag. Detta befästes vid riksdagen 1789 med Förenings- och säkerhetsakten. Efter Gustav IV Adolfs avsättning 1809 utarbetades en ny regeringsform, 1809 års regeringsform, och man antog även 1810 års riksdagsordning
Kvar från 1723 finns utskottsarbetena i Sveriges riksdag.

## Riksdagsordningens systematik
För överskådlighet kan man se de olika paragrafernas innehåll. Se vidare i själva texten som är återgiven i denna artikel.
- 1 § Riksdagen ska sammanträda vart tredje år i Stockholm eller i någon annan stad.
- 2 § Konungen med riksrådet sammankallar till riksdagarna, och meddelar tid och plats. Kallelsen ska läsas i predikstolar i hela riket.
- 3 § Om kungen är död eller utrikes sammankallar riksrådet till riksdag.
- 4 § Om varken kung eller riksrådet kunnat meddela om riksdag efter tre år, ansvarar landshövdingar och överståthållaren för meddelandet, och när ständernas representanter ankommit till Stockholm avgörs sedan om riksdag kan hållas.
- 5 § Om kungen avlidit och tronen är vakant måste ständerna infinna sig i Stockholm på den trettionde dagen efter frånfället.
- 6 § På riksdagen ska infinna sig: grevar, friherrar och adelsmän (en per släkt, fyllda 24 år), biskopar, superintendenter eller en enhälligt vald, befullmäktigad skicklig man inom domkapitlet, en prost per varannan eller var tredje kontrakt, en eller flera fullmäktige per stad, en bonde per härad.
- 7 § Bestämmelser för olika stånd hur deras representanter bör väljas.
- 8 § Om en riksdagsman inte infinner sig får denne finna sig i fattade beslut.
- 9 § När alla riksdagsmän anslutit sig till sitt stånd, ska det blåsas i trumpeter och slås på pukor. Adelsståndet anmäler sig på Riddarhuset, och visar sina fullmakter. De övriga ständerna infinner sig på varsin ort, och visar sina fullmakter. Sedan väljer de sina respektive talmän. Talmännen inrapporterar till kungen vilka riksdagsledamöter från dennes stånd som infunnit sig.
- 10 § Om val till lantmarskalk och talmän. Dessa måste vara födda svenskar, av den rätta evangeliska läran, och måste avlägga talmansed. Om val av deputerande. Lantmarskalk, talmän och deputerande ska sedan uppvakta kungen och drottningen.
- 11 § Om ständernas val till sina sekreterare. Adelsståndets sekreterare kallas sekreterare, prästståndets notarius consitorii, borgarståndets notarie. Bondeståndets sekreterare väljs bland prästerskapet eller borgarståndet. Bondeståndets sekreterare avlägger ed.
- 12 § Riksdagen börjar med att kungen låter en härold slå i pukor och blåsa i trumpeter. Riksdagsmännen besöker gudstjänst tillsammans i Storkyrkan. Därifrån går ständerna till Rikssalen där kungen sitter på tronen med krona och kunglig skrud. Näst honom sitter riksrådet. Ständerna sitter på sina vanliga ställen. Kungen håller välkomsttal. Kungen meddelar vilka frågor som ska beslutas om. Lantmarskalk och talmän träder inför kungen. Kungen drar sig tillbaka, ständerna samlas i sina lokaler.
- 13 § Om frågor för behandling. Riksdagen ska behandla kungens frågor, men kan också väcka egna frågor. Riksdagen ska överse hur grundlagarna och försäkringarna efterlevts, hur rikets finanser och ekonomi skötts, om ämbetsmän skött sina åtaganden, samt utröna krigsmaktens, kollegiernas och konsistoriernas skick.
- 14 § Riksdagsmännen ska arbeta skyndsamt. Detta sker bäst genom att ständerna delar in sig i deputationer. En del frågor avgörs i Sekreta utskottet. Fränd-, vän- eller fiendskap får inte inverka på val till deputationer eller utskott.
- 15 § Om val till deputation till riksdagsärendenas åtskiljande.
- 16 § Om vidarebefordring av färdiga deputationsarbeten. Ständerna konsulterar i ärendena. Lantmarskalk och talmän bestämmer ärendenas ordning. Efter diskussioner om ärendena i ständerna, voteras frågan varefter majoritetsbeslut gäller.
- 17 § Om votering när flera stånd berörs av ärendet.
- 18 § Om sekreta utskottet.
- 19 § Om riksdagsbeslut.
- 20 § Riksdagen är inte över förrän beslutet är undertecknat.
- 21 § Riksdagsmän får inte under riksmötet ge sig av till sjöss eller lands utan tillstånd.
- 22 § Ingen får göra intrång hos ständerna. Om behandling av riksdagsledamöter. Ledamöterna får inte antastas.
- 23 § Antastande av riksdagsman döms som brott mot edsöre, så vitt inte riksdagsmannen gjort sig skyldig till grov missgärning.
- 24 § Riksdagen bör inte pågå längre än tre månader. Därefter bör tre eller alla ständerna vara överens. Om så ej är, ska talmännen träda inför kungen med ärendet, och ständerna samlas i Rikssalen. Om riksdagsbeslut i sådana fall.
- 25 § Vart stånd tar enskilt avsked hos kungen.

### Uppslagsverk
- Svensk uppslagsbok, 32 band, 1947-1955, andra upplagan; (huvudredaktörer: Carlquist, Gunnar och Carlsson, Josef); Förlagshuset Norden AB Malmö; Förlagshuset Nordens boktryckeri, Malmö
- "riksdagsordningen" i Nordisk familjebok, uggleupplagan